# All the Year Round

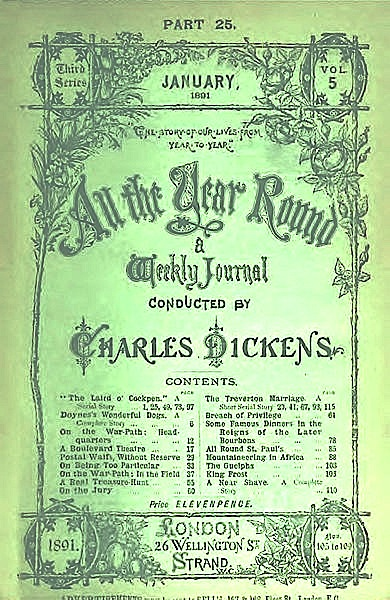
Portada de All the Year Round

All the Year Round fue una revista literaria semanal en inglés fundada por Charles Dickens en 1859.
Se vendieron 120 000 ejemplares del primer número, publicado el 30 de abril de 1859, y a partir de entonces la revista tenía una tirada de 100 000 ejemplares por semana y, entre 1859 y 1867, se vendieron 300 000 ejemplares cada año de los suplementos navideños.
Fue fundada como sucesora de la revista literaria Household Words, también fundada por Dickens. Dejó de publicarse en 1893 o 1895.

## Algunas obras serializadas por la revista
- Historia de dos ciudades (Charles Dickens): 30 de abril de 1859-diciembre de 1859[2]
- La dama de blanco (Wilkie Collins): 29 de noviembre de 1859-25 de agosto de 1860[2]
- Grandes esperanzas (Charles Dickens): 1 de diciembre de 1860-3 de agosto de 1861[2]
- A Strange Story (publicado de forma anónima por Edward Bulwer-Lytton): 10 de agosto de 1861-8 de marzo de 1862[2]
- Sin nombre (Wilkie Collins): 15 de marzo de 1862-17 de enero de 1863[2]
- Very Hard Cash (Charles Reade): 28 de marzo-26 de diciembre de 1863[2]
- La piedra lunar (Wilkie Collins): 4 de enero-8 de agosto de 1868[2]
- The Duke's Children (Anthony Trollope): 4 de octubre de 1879-24 de julio de 1880[2]

Además, los suplementos navideños incluían cuentos escritos por encargo, entre los cuales Dickens y Wilkie Collins escribieron varias juntas como, por ejemplo «Un mensaje proveniente del mar (»1860), «El terreno de Tom Tiddler's» (1861), «El equipaje de cierta persona» (1862), «La residencia de la Sra. Lirriper» (1863) y «El legado de la Sra. Lirriper» (1864).